# Bernd Normann
Bernd Normann (* 27. Oktober 1952) ist ein deutscher ehemaliger Fußballspieler. Er spielte in den 1970er Jahren für die Betriebssportgemeinschaft BSG Wismut Aue in der DDR-Oberliga, der höchsten Liga im DDR-Fußball.

## Sportliche Laufbahn
Die DDR-Liga war Bernd Normanns erste Station im DDR-weiten Fußballspielbetrieb. Dort gehörte er 1970/71 zum Kader des Aufsteigers BSG Chemie Glauchau. In der Saisonrückrunde kam der 18-Jährige dreimal zum Einsatz, im ersten Spiel noch als Einwechsler, am 25. und 26. Spieltag jeweils als Mittelfeldspieler über die volle Spieldauer. Bei seinem letzten Einsatz schoss er auch sein erstes Punktspieltor. In der Saison 1971/72 wurde er bis zum Beginn der Winterpause in elf Ligaspielen aufgeboten, in denen er hauptsächlich im Angriff spielte und zwei Tore erzielte. In der Frühjahrsrunde kam er nur noch einmal zum Einsatz. Die BSG Chemie stieg am Saisonende aus der DDR-Liga ab.
Bernd Normann tauchte erst wieder 1974/75 in der DDR-Liga auf, nun als Spieler des Aufsteigers Wismut Aue II. Am 11. Punktspieltag bestritt er als Rechtsaußenstürmer sein erstes Ligaspiel, dem acht weitere Einsätze als Flügelstürmer folgten. Fünf Partien bestritt er in Vollzeit, als Torschütze war er viermal erfolgreich. 1975/76 war Normann auf dem Sprung, Stammspieler zu werden, doch musste er nach vier Punktspieleinsätzen verletzt mehrere Wochen pausieren. Erst nach der Winterpause konnte er wieder aufgeboten werden und bestritt alle neun Ligaspiele der Rückrunde. Erneut erzielte er vier Punktspieltore. 
Zur Spielzeit 1976/77 wurde Wismut Aue II zur Nachwuchsoberligamannschaft. Bernd Normann wurde in den Kader der Oberligamannschaft übernommen, spielte zunächst aber in der Nachwuchsoberliga, wo er im Laufe der Saison acht Begegnungen absolvierte und mit fünf Treffern erfolgreichster Torschütze der Mannschaft wurde. In der 1. Mannschaft wurde Normann lediglich siebenmal aufgeboten. Bei den ersten vier Oberligaspielen agierte er als Rechtsaußen jeweils 90 Minuten, danach wurde er in drei weiteren Begegnungen nur eingewechselt. Er kam nur zu einem Punktspieltreffer. In der Saison 1977/78 hatte Normann die Altersgrenze der Nachwuchsoberliga überschritten. In der Oberligamannschaft kam er nur noch als Einwechselspieler mit fünf Einsätzen zum Zuge, nach dem 7. Spieltag wurde er nicht mehr aufgeboten. 
Er beendete daraufhin seine Laufbahn als Leistungsfußballer und schloss sich der drittklassigen Bezirksligamannschaft von Motor Lößnitz an. Ihr verhalf er 1981 zum Gewinn des Bezirkspokals. 